# Aleja Roberta Schumana w Olsztynie
Aleja Schumana – część śródmiejskiej obwodnicy Olsztyna oddana do użytku w 2005 roku. Ulica biegnie od skrzyżowania z ulicami Sielską i Armii Krajowej do Placu Ofiar Katastrofy Smoleńskiej, będącego skrzyżowaniem o ruchu okrężnym alei Schumana z ulicami Bałtycką, Grunwaldzką i Bohaterów Bitwy Warszawskiej 1920.

## Dane alei
Aleja ma po dwa pasy w każdym kierunku. Wzdłuż alei znajduje się chodnik oraz ścieżka rowerowa po północnej stronie jezdni. W ciągu alei znajduje się most nad Kortówką.
Sygnalizacje świetlna znajduje się przy skrzyżowaniu alei z ulicami Armii Krajowej i Sielskiej.

## Historia alei
Ulica była jednym z wariantów planowanym od lat 70. XX wieku, które miały na celu odciążyć ulice Grunwaldzką i Bałtycką od ruchu tranzytowego. Ulicę zaczęto budować w pierwszych latach XXI wieku z wykorzystaniem dotacji unijnych. Wraz z budową alei powstał nowy wiadukt kolejowy, zaś poprzedni (w ciągu ulicy Grunwaldzkiej) został zamknięty.
Wraz z nową ulicą oddano do użytku także rondo znajdujące się w pobliżu Dworca Zachodniego, nazwane później Placem Ofiar Katastrofy Smoleńskiej.
Po oddaniu ulicy do użytku w 2005 roku traktowano ją jako przedłużenie ulicy Sielskiej, i potocznie nazywano ulicę Nową Sielską lub Nowosielską. Dnia 25 kwietnia 2007 roku nazwano ją imieniem Roberta Schumana, francuskiego polityka, pierwszego przewodniczącego Parlamentu Europejskiego, współtwórcy Europejskiej Wspólnoty Węgla i Stali.